# ユーデル郡区 (アイオワ州アパヌース郡)
ユーデル郡区は、アメリカ合衆国、アイオワ州、アパヌース郡にある18の郡区の一つである。2000年の国勢調査で、人口は387人だった。

## 地理
ユーデル郡区は、70.7平方キロメートル（27.28平方マイル)で、UdellとUnionvilleが含まれている。アメリカ地質調査所によると、この郡区はClancyとEatonとFairviewとTaylorとUnionville.の5つの霊園が含まれている。